# Hanh
Hanh (mongoliska: Ханх Сум, Ханх, Hanh Sum) är ett distrikt i Mongoliet.   Det ligger i provinsen Chövsgöl, i den norra delen av landet, 600 km nordväst om huvudstaden Ulaanbaatar. Antalet invånare är 2 100.